# 维蒂尼亚耶稣圣心堂
维蒂尼亚耶稣圣心堂 (義大利語：Chiesa del Sacro Cuore di Gesù Agonizzante a Vitinia）是一座罗马天主教教堂，位于意大利罗马郊区维蒂尼亚的圣阿尔坎杰洛-迪罗马涅街 70号。建于20世纪。由建筑师伊尔多·阿韦塔设计。1955年4月3日由克莱门特·米卡拉枢机祝圣，创建堂区。供奉耶稣圣心。
1969年4月30日由保禄六世封为领衔堂区。现任枢机主教为泰萊斯福爾·布拉祺多·托波。
该堂平面基本上为长方形，略呈弧形，但建筑的形状很复杂。入口立面以白色抛物线为主，装饰有四排形状奇怪的窗户。从上到下，窗户的数目和尺度也逐渐增大。抛物线的两侧是粉红色的砖墙。
教堂的侧墙是强烈的锯齿形。

## 历任枢机
- 胡利奥·罗萨莱斯·拉斯(1969年4月30日至1983年6月2日)
- 马里奥·路易吉·西亚皮(1987年6月22日至1996年4月23日)
- 泰萊斯福爾·布拉祺多·托波 (2003年10月21日 – )